# Colette Besson
Pour les articles homonymes, voir Besson.
Colette Besson est une athlète française née le 7 avril 1946 à Saint-Georges-de-Didonne (Charente-Maritime) et morte le 9 août 2005 à Angoulins (Charente-Maritime). En 1968, elle remporte la médaille d'or du 400 mètres lors des Jeux olympiques de Mexico.

## Biographie

### Enfance et formation
Colette Besson naît le 7 avril 1946 à Saint-Georges-de-Didonne en Charente-Maritime. Elle commence l'athlétisme en cadette à l'âge de 15 ans. En 1964, junior, elle réalise le 2e temps français toutes catégories sur 200 m.

### Carrière sportive
Deuxième des championnats de France en 1966 derrière Monique Noirot, elle est, dans un premier temps, sélectionnée pour les championnats d'Europe de Budapest, puis évincée de la sélection trois jours seulement avant l'ouverture de la compétition. Décision étrange qui semble résulter d'une « guerre » entre les entraîneurs nationaux et son propre entraîneur et que dénoncera le journaliste de L'Équipe, Antoine Blondin.  
Début 1968, elle est exclue de l'équipe de France pour avoir refusé de participer à un stage de préparation obligatoire, alors qu'elle était retenue pour les championnats d'Europe. Elle s'impose en juillet de la même année, comme championne de France du 400 m en courant avec une licence individuelle Poitou.  
Ayant intégré le Bordeaux Étudiants Club, et entraînée par Yves Durand Saint-Omer, elle profite des longues grèves de 1968, pour se préparer longuement en altitude à Font-Romeu — en dormant sous une tente au camping municipal. Aux Jeux olympiques de Mexico, le 16 octobre 1968, elle crée une formidable surprise en devenant championne olympique du 400 m en 52,3 secondes, battant la grande favorite, la Britannique Lillian Board sur le fil, après une extraordinaire fin de course, établissant aussi le nouveau record d'Europe et s'approchant d'un dixième de seconde du record du monde. 
Le 18 septembre 1969 aux championnats d'Europe d'athlétisme d'Athènes, une autre Française Nicole Duclos la devance imperceptiblement (selon la photo finish) en finale du 400 mètres, avec le même temps 51,7 s, établissant un nouveau record du monde. Aux mêmes championnats dans le relais 4 × 400 mètres avec Bernadette Martin et Éliane Jacq, le 20 septembre, elle est à nouveau battue sur le fil, mais par l'Anglaise Board, avec le même temps 3 min 30 s 08, nouveau record du monde. 
Ses clubs successifs sont l'ASG Royan (1961 à 1966), le Bordeaux Étudiants Club (1968 à 1972), le CSM Épinay-sur-Seine (1973), et de nouveau le Bordeaux EC (1977). Elle court à titre individuel en 1967. 
En 1971, elle remporte le 400 m du Meeting de Cologne ainsi que trois médailles aux Jeux méditerranéens d'Izmir, dont l'or sur le 400 m. Elle déclare alors : « J'ai besoin de courir de temps en temps, comme de manger, de respirer, de dormir […] j'ai toujours couru pour le plaisir et ça ne change pas. ».

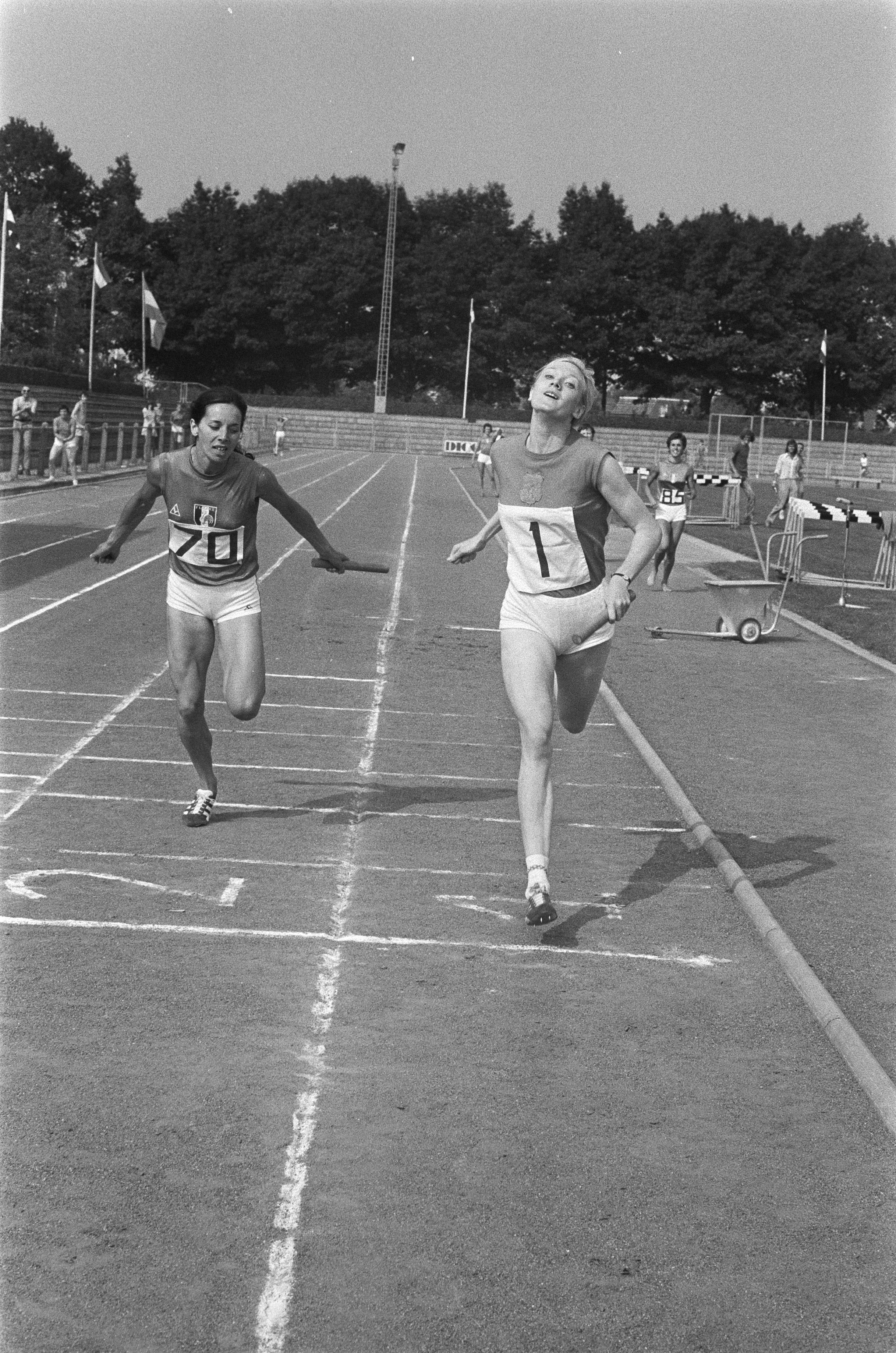
Colette Besson (à gauche) à l'arrivée d'un relais 4 × 400 mètres, en 1971.

En 1972, elle est éliminée en série lors des Jeux de Munich, alors qu'elle avait effectué des essais sur 800 m lui permettant de s'approprier à deux reprises le record de France. 
Elle continue à courir jusqu'en 1977, année où elle arrête définitivement sa carrière internationale.
Vingt-quatre ans après Mexico, en 1992, une autre Française, Marie-José Pérec (née en 1968), devient à son tour championne olympique du 400 m, sous les yeux de Colette Besson au stade de Barcelone.

### Reconversion
À l'issue de sa carrière sportive, Colette Besson rejoint son mari Jean-Paul Noguès au Togo comme entraîneur de l'équipe nationale d'athlétisme. Puis, elle est conseillère technique régionale en Martinique et à Tahiti. Enfin, elle est professeur d'EPS à la Réunion et à Paris. 
En 1994, elle est nommée administratrice de la Fondation Gaz de France ; à partir de 2002, elle préside le conseil d'administration du Laboratoire national de lutte contre le dopage de Châtenay-Malabry, puis est nommée inspectrice de l'Éducation nationale pour l'académie de Paris la même année. Elle devient membre du Comité directeur de la section athlétisme du Racing club de France en 2003.
Elle continue à s'entraîner et à courir pour son plaisir, avec ses amis et sa famille.
En 2003, on lui diagnostique un cancer de la gorge. Elle défend malgré tout activement la candidature de Paris pour les JO de 2012, mais meurt le 9 août 2005 à La Rochelle à l'âge de 59 ans, des suites de son cancer. Elle repose au cimetière d'Angoulins.

### Vie privée
De son mariage avec Jean-Paul Noguès sont nées deux filles : Sandrine et Stéphanie.

## Distinctions
- Chevalier de la Légion d'honneur en 1968, remise par le général de Gaulle, puis officier en 1995
- Prix Henry-Deutsch-de-la-Meurthe 1968  de l'Académie des sports récompensant un fait sportif « pouvant entraîner un progrès matériel, scientifique ou moral pour l’humanité »
- Chevalier des Palmes académiques en 1996

## Palmarès
- 35 sélections en équipe de France A
- Médaille d'or aux Jeux olympiques sur 400 m en 1968
- Championne d'Europe au relais 1 + 2 + 3 + 4 tours en 1970
- Championne d'Europe en salle au relais 4 × 200 m en 1969
- Médaille d'or aux Jeux Méditerranéens sur 400 m en 1971
- Championne de France sur 400 m en 1968, 1971 et 1972
- Championne de France sur 800 m en 1970 et 1971
- Championne de France de cross-country en 1971
- Championne de France en salle sur 300 m en 1969
- Championne de France en salle sur 400 m en 1972
- Championne de France en salle sur 600 m en 1969 et 1970
- Championne de France en salle sur 800 m en 1971 et 1973
- Championne de France en salle sur 1 500 m en 1976

- Vice-championne d'Europe sur 400 m en 1969 (devancée de 2 centièmes par Nicole Duclos)
- Vice-championne d'Europe du relais 4 × 400 m en 1969
- Vice-championne d'Europe du relais 4 × 2 tours en 1973
- Médaille d'argent du relais 4 × 100 m aux Jeux Méditerranéens en 1971

- Médaille de bronze du 400 m en salle aux championnats d'Europe en 1970
- Médaille de bronze du relais 4 × 2 tours aux championnats d'Europe en 1972
- Médaille de bronze sur 800 m aux Jeux Méditerranéens en 1971

- Détentrice du record du monde :
  - 4 × 400 m : 3 min 34 s 02 en 1969
  - 4 × 400 m : 3 min 30 s 08 en 1969
  - 500 m en altitude : 1 min 09 s 09 en 1970

- Détentrice du record d'Europe :
  - Les 4 temps ci-dessus, plus :
  - 400 m : 52 s 03 en 1968 (et record olympique)

- Détentrice du record de France :
  - 300 m : 1969
  - 400 m : trois fois, dont 1968 et 1969
  - 400 m haies : deux fois, dont 1977
  - 4 × 400 m : quatre fois, dont 1969, 1969 et 1972
  - 4 × 800 m : 1971
  - 800 m en salle : 1973

- Meilleures performances :
  - 100 m : 11 s 60 en 1970
  - 200 m : 23 s 04 en 1969
  - 300 m : 38 s 04 en 1969
  - 400 m : 51 s 74 en 1969
  - 600 m en salle : 1 min 30 s 07 en 1977
  - 800 m : 2 min 03 s 03 en 1971
  - 1 000 m : 2 min 42 s 06 en 1975
  - 1 500 m : 4 min 25 s 04 en 1975
  - 3 000 m : 9 min 48 s 08 en 1975
  - 400 m haies : 59 s 91 en 1977
  - Pentathlon : 4 286 points en 1970

### Divers
- À une question posée en 1971 sur ses passe-temps, Colette Besson répond aimer « le jazz, la musique classique et les livres consacrés à l'Histoire »[6].

## Hommages
Sa ville natale de Saint-Georges-de-Didonne, mais aussi Dax (Landes), Valence (Drôme), Lunel (Hérault), Muret (Haute-Garonne) , Saran  (Loiret), Rosporden (Finistère) ou encore Othis (Seine-et-Marne) ont donné son nom à un stade, ainsi que Dijon, sur le campus de l'université de Bourgogne. En 2008, la plus grande enceinte sportive de Rennes (Ille-et-Vilaine) a été inaugurée à son nom en présence de son mari. Un gymnase porte son nom à Chaville (Hauts-de-Seine), à La Réole (Gironde), où elle a été professeur de gymnastique, ainsi qu'à Courcouronnes (Essonne), à Montfermeil (Seine-Saint-Denis), à Bois-d'Arcy (Yvelines), à Cagnes-sur-Mer (Alpes-Maritimes), sur le Campus de La Doua à Villeurbanne.
Le 17 février 1996, la ville de Gonesse (Val d'Oise) inaugure, en sa présence, le complexe sportif du quartier des Marronniers qui porte son nom.
Les communes de Font-Romeu et Moirans ainsi que le quartier de Bordeaux Lac ont donné le nom de Colette Besson à un espace sportif.
En 2006, la ville de La Rochelle a fait réaliser une sculpture en son hommage par l'artiste plasticienne Véronique Selleret. À Saint-Palais-sur-Mer, en face du phare de Cordouan, il est construit un carrelet portant son nom.
Le gymnase de Pechbonnieu est nommé en son honneur.
À Lille existe une place à son nom. À Paris, près de la porte de la Chapelle, une station de tramway de la ligne T3b, inaugurée le 15 décembre 2012, porte son nom. Un collège de Ménilmontant, dans le 20e arrondissement de Paris, rue des Panoyaux, porte également son nom. À Montreuil-sous-bois, le stade nautique possède une salle à son nom. A Martigues, la piste d'athlétisme porte son nom.
Son nom est attribué à la promotion 2023-2024 des personnels de direction de l'Éducation nationale

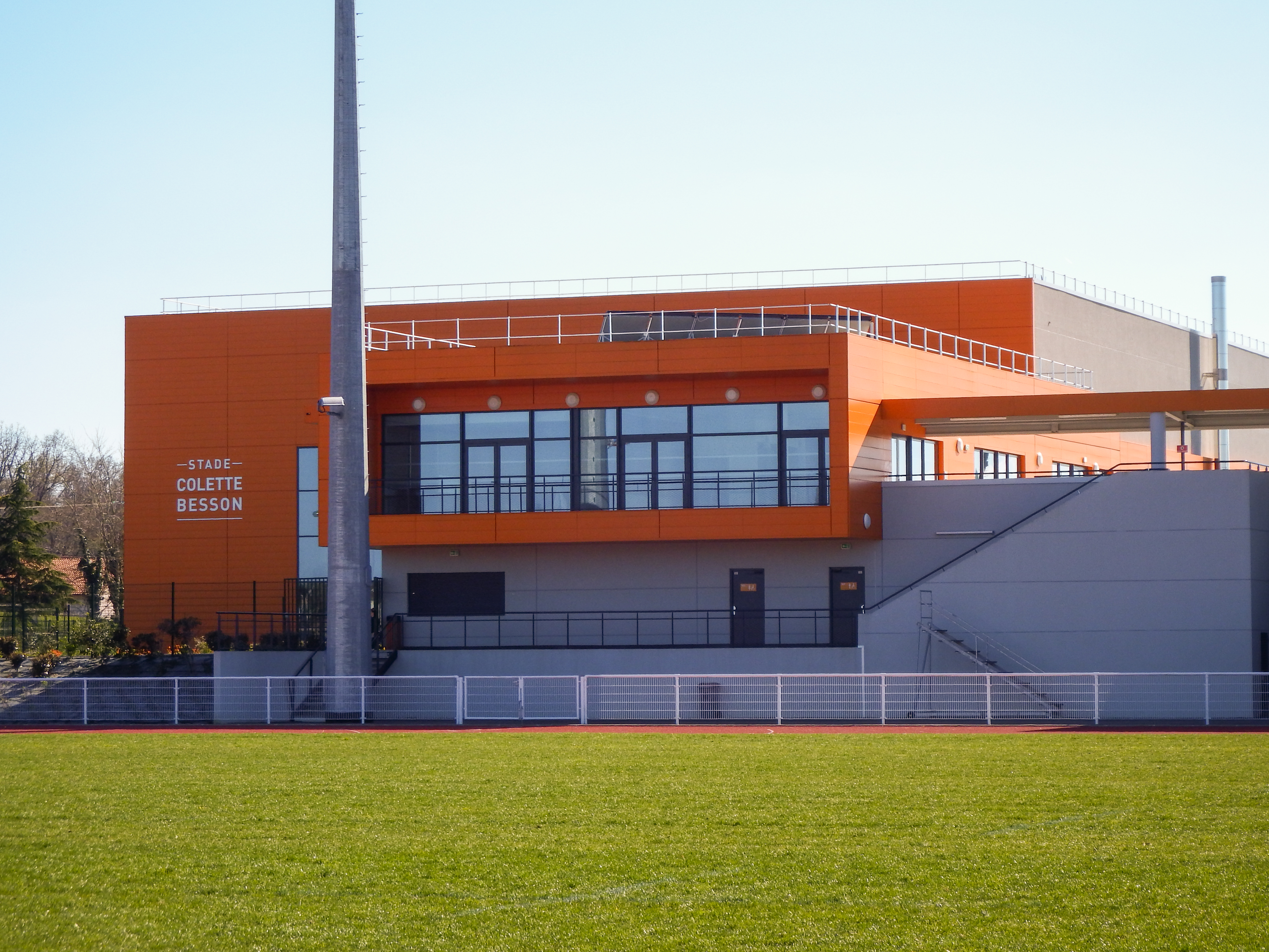
Infrastructures du stade Colette-Besson de Dax.
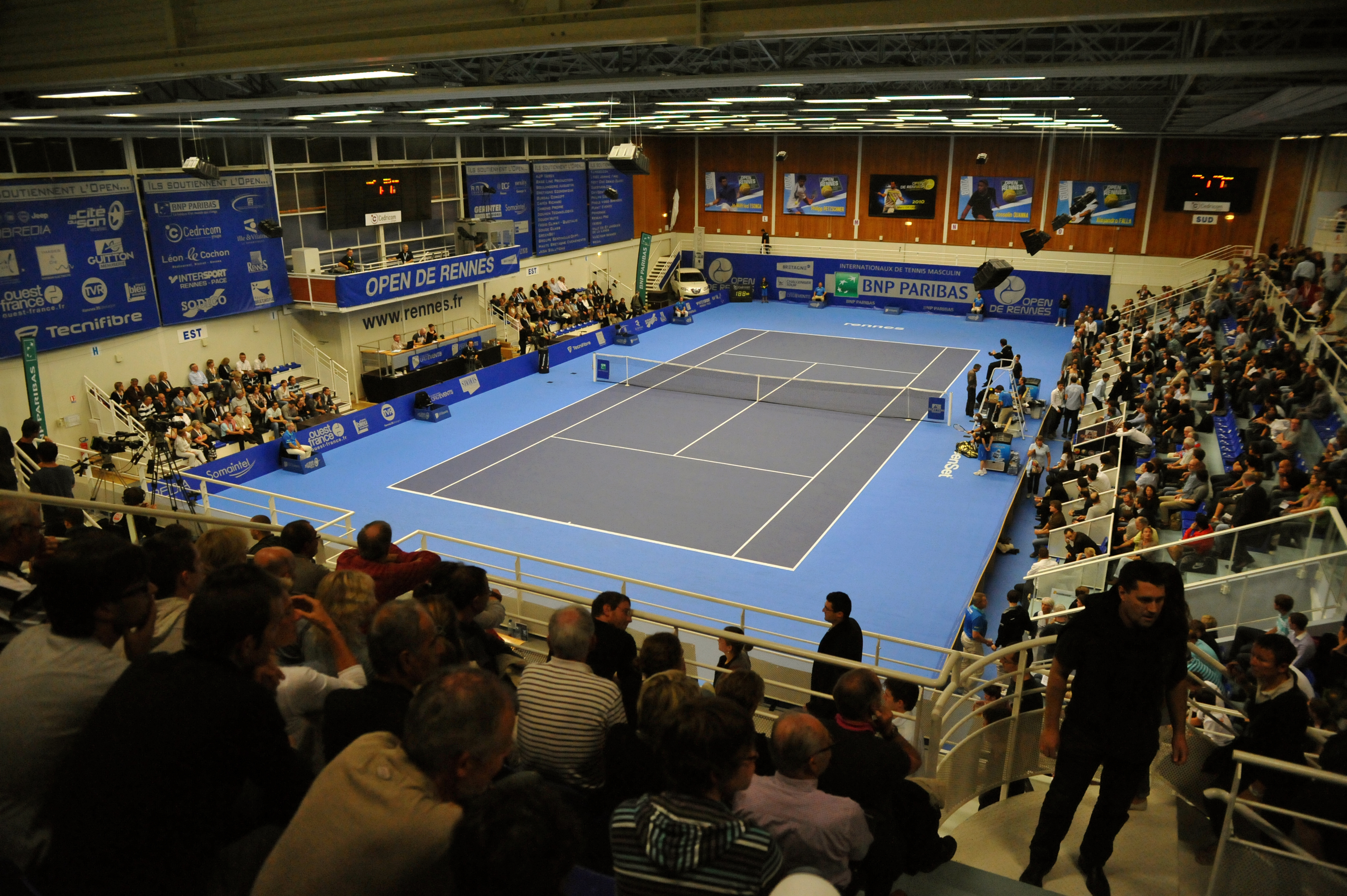
Salle Colette-Besson de Rennes.